# Arie Luyendyk Jr.
Arie Luyendyk Jr. (Arie Luijendijk Jr.), född den 18 september 1981 i Den Bosch i Nederländerna, är en nederländsk racerförare. Han är son till Arie Luyendyk.

## Racingkarriär
Luyendyk följde i sin fars fotspår in i motorsporten och tävlade i Indy Pro Series flera gånger mellan 2002 och 2008. Han lyckades som bäst bli tvåa i mästerskapet 2002, men även trea 2004 och 2008. Han tog sin första seger i serien på Chicagoland Speedway säsongen 2008. Luyendyk deltog även i Indianapolis 500 2006, men han tvingades bryta på grund av tekniska problem.
Luyendyk deltog i TV-programmet The Bachelorette (säsong 8). Luyendyk slutade på andra plats.